# Zgornje Gradišče
Zgornje Gradišče este o localitate din comuna Šentilj, Slovenia, cu o populație de 158 de locuitori.